# Massimo Begnis
Massimo Begnis (Varese, 8 gennaio 1940) è un ex siepista italiano.

## Biografia
Nel 1965 e nel 1966 è stato campione italiano nei 3000 siepi, disciplina di cui il 14 agosto 1965 ha inoltre stabilito il record nazionale italiano con il tempo di 8'52"8, migliorando il primato di 8'53"0 stabilito da Alfredo Rizzo il precedente 13 giugno; Begnis ha poi detenuto il primato italiano in questa disciplina fino al 1º agosto 1967, quando Giovanni Pizzi l'ha abbassato a 8'43"4.
Durante il suo periodo di militanza nella Pro Patria Milano ha inoltre ricevuto delle convocazioni con la nazionale italiana.
Inoltre, Begnis nel 1960 ha vinto la prima edizione riservata alla categoria juniores della corsa campestre Cinque Mulini, successo peraltro bissato nel 1961.

## Record nazionali
3000 m siepi
8'52"8	( Celje, 14 agosto 1965)

## Campionati nazionali
1965
- Oro ai campionati italiani assoluti, 3000 m siepi - 8'53"2

1966
- Oro ai campionati italiani assoluti, 3000 m siepi - 9'05"2

## Altre competizioni internazionali
1960
- Oro alla Cinque Mulini ( San Vittore Olona), gara juniores

1961
- Oro alla Cinque Mulini ( San Vittore Olona), gara juniores